# Pete Aguilar
Pour les articles homonymes, voir Aguilar.
Peter Rey Aguilar, dit Pete Aguilar, né le 19 juin 1979 à Fontana (Californie), est un homme politique américain, membre du Parti démocrate et élu de Californie à la Chambre des représentants des États-Unis depuis 2015.

## Biographie
Après un bachelor of science à l'université de Redlands obtenu en 2001, Pete Aguilar rejoint la direction du bureau du gouverneur de Californie pour l'Inland Empire.
Il est nommé au conseil municipal de Redlands en 2006. Il est à 26 ans le plus jeune conseiller municipal de l'histoire de la ville. Il est élu maire en 2010 et réélu en 2012.
Lors des élections de 2012, il se présente à la Chambre des représentants des États-Unis dans le 31e district de Californie, qui vient d'être redécoupé. Le district, qui englobe l'Inland Empire et notamment la ville de San Bernardino, compte 44 % d'électeurs hispaniques et est favorable aux démocrates. Pourtant, lors de la primaire, le vote démocrate est divisé entre plusieurs candidats. Aguilar n'arrive qu'en troisième position avec 22,6 % des voix, à 1 300 voix de la deuxième place. Deux républicains, Gary Miller et Bob Dutton, s'affrontent au second tour.
En 2014, le siège est l'une des principales cibles du Parti démocrate : le district a voté à 57 % pour Barack Obama en 2008 et 2012 et Miller n'est pas candidat à sa réélection,. Aguilar est à nouveau candidat et reçoit le soutien du Parti démocrate de Californie. Il arrive deuxième de la primaire, mais avec seulement 209 voix d'avance sur un candidat républicain. Il est devient alors le favori de l'élection. Il est élu avec 51,7 % des suffrages face au républicain Paul Chabot.
Candidat à sa réélection en 2016, il arrive en tête de la primaire du mois de juin avec 43,1 % des voix devant Chabot qui recueille 22,7 % des voix. En novembre, il remporte l'élection générale avec 56,1 % des suffrages. Il est réélu avec 58,7 % des voix en 2018 face au républicain Sean Flynn.
Lors du 117e congrès, il est choisi par Nancy Pelosi pour être l'un des neufs membres de la commission d'enquête parlementaire sur l'assaut du Capitole du 6 janvier.
Après que Donald Trump ait affirmé que les membres de la commission d'enquête sur le 6 janvier devraient faire l'objet de poursuites judiciaires, il reçoit une grâce préventive destinée à empêcher de telles poursuites de la part de Joe Biden le 20 janvier 2025, dernier jour de sa présidence,.

## Appartenance à un groupe parlementaire
- Président, House Democratic Caucus
- Assemblée hispanique du Congrès
- Groupe pro-choix
- Groupe parlementaire pour l'égalité des LGBTQ+ (Congressional LGBTQ+ Equality Caucus)
- Assemblée des Latino-Juifs
- Assemblée des diabétiques
- Caucus "Work for Warriors
- Caucus Joint Strike Fighter
- Assemblée des vétérans pour l'emploi
- Caucus des anciens maires
- Assemblée autochtone du vin
- Assemblée autochtone américaine
- Caucus de l'aciers
- Caucus de la faim[15],[16]
- Coalition des nouveaux démocrates[17]
- Assemblée parlementaire des Américains d'Asie et du Pacifique[18]
- Caucus des solutions climatiques[19]